# Populația istorică a Oradiei
Date oficiale cu privire la populația orașului există doar începând cu secolul XVIII. Înainte de această perioadă există doar estimări vagi. Din punct de vedere demografic, Oradea s-a dezvoltat cel mai mult în secolul XX, populația orașului crescând de peste patru ori, în decursul a cca. 100 ani.

## Populația istorică
Oradea - evoluția demografică

|  | Graficele sunt indisponibile din cauza unor probleme tehnice. Mai multe informații se găsesc la Phabricator și la wiki-ul MediaWiki. |

Date: Recensăminte sau birourile de statistică - grafică realizată de Wikipedia

## Structura pe etnii
În datele de recensămintele din anii 1787, 1830, 1850, 1857 și 1869 nu există date cu privire la structura etnică a orașului. În mod oficial, majoritari au fost locuitorii de etnie maghiară.
- Etnie nedeclarată: 23560

## Apartenența religioasă
Încă de la întemeierea sa, Oradea a avut o viață religioasă foarte activă. Iată datele istorice cu privire la apartenența religioasă a orădenilor:
- Religie nedeclarată: 26.425
- Fara religie/atei: 2813